# Ultramega OK
Ultramega OK – pierwszy album studyjny amerykańskiego zespołu muzycznego Soundgarden. Wydany został 31 października 1988 roku, pod patronatem wytwórni SST Records. Album poprzedziły dwa albumy EP, wydany w 1988 roku Fopp i Screaming Life, który ukazał się rok wcześniej. Oba wydawnictwa zostały nagrane dla wytwórni Sub Pop. Podpisanie umowy z nową wytwórnią umożliwiło Soundgarden nagranie pełnometrażowego albumu. Producentem był Drew Canulette. W 1990 roku, Soundgarden za swoją debiutancką płytę zostali nominowany do nagrody Grammy w kategorii Best Metal Performance.

## Nagranie
Album nagrany został wiosną 1988 roku w Seattle, z producentem Drew Canulette. Wokalista Chris Cornell powiedział, że podczas sesji nagraniowych zespół stał po zupełnie innej stronie niż Canulette. Powiedział: "Materiał przeszedł przez proces, który nam nie przypasował, producent nadał mu brzmienie którego nie chcielismy, on widocznie nie wiedział wówczas co się działo w Seattle".

Następnie dodał, iż zespół "popełnił wielki błąd z Ultramega OK, bo nasze otoczenie, ludzie którzy również byli w to zaangażowani bo na stronie naszego otoczenia domu i ludzi, twierdzili że zaangażowanie takiego producenta może mieć negatywny wpływ na nasz album. Zasugerowała go wytwórnia, która mogła na tym ubić niezły interes. Bo sam materiał, jest jednym z lepszych jakie nagrałem. On rzeczywiście zwolnił tempo, przez co brzmimy tam jak nie my"."

## Muzyka, teksty
Soundgarden na tej płycie łączy psychodelie z lat 60., hard rock z lat 70. i heavy metal z lat 80. Przeważają ciężkie, heavymetalowe utwory, okraszone sporą ilością psychodelii, zagrane na nisko strojonej gitarze Kima Thayila inspirowane wczesnymi dokonaniami Black Sabbath. Wysoki śpiew Chrisa Cornella jest często porównywany do Roberta Planta z Led Zeppelin. Utwór "Circle of power", jest jedynym w dyskografii zespołu, w którym głównej partii nie zaśpiewał Chris Cornell, a basista Hiro Yamamoto. Utwór "Smokestack Lightning" to cover Howlin’ Wolfa. Utwory "665" i "667" mają na celu wyśmianie i sparodiowanie teorii, o ukrytych treściach satanistycznych w tekstach zespołów rockowych i metalowych. W otwierającym album utworze, "Flower", Kim Thayil "zagrał" intro, dmuchając na swoje struny, natomiast utwór zamykający "One minute of Silence", to "cover" "Two minute of silence", Johna Lennona z 1969 roku, z albumu Unfinished Music No.2: Life with the Lions. Cornell powiedział, iż to w hołdzie Lennonowi, któremu członkowie zespołu zawdzięczają tak wieleHałasy w tle, to odgłosy muzyków. Cornell wyjśnił:"Próbowaliśmy być poważni, jednak Kim nie mógł wytrzymać bez odzywania się przez minutę".
Steve Huey z Allmusic stwierdził, że album jest "najlepszym wyrazem wczesnego Soundgarden, określanego jako The Stooges/MC5-spotyka-Zeppelin/Sabbath.

## Wydanie i odbiór
Płyta została wydana 31 października 1988 roku. Muzycy nigdy nie ukrywali, iż nie byli zadowoleni z pracy producenta. Cornell powiedział: "W produkcji nie było naszego ducha, a to bardzo nas bolało." Recenzent serwisu Allmusic, Steve Huey, ocenił album na 4 gwiazdki (na 5), argumentując swoją ocenę: płyta nie jest tak spójna i dojrzała, jak następne albumy Soundgarden, ale Ultramega OK to najlepszy dokument wczesnego grunge'u, czyli okresu przed Nirvaną.
"Flower" był jedynym singlem z albumu. Do utworu nakręcono teledysk, w reżyserii Marka Miremonta, który był emitowany regularnie w MTV, co pomogło zwrócić uwagę słuchaczy na scenę Seattle.
W 1990 roku na ceremonii Grammy Awards, Ultramega OK otrzymał nominację w kategorii Best Metal Performance.

## Trasa promująca
Soundgarden wyruszył w trasę promującą płytę w 1989 roku, odwiedzając Stany Zjednoczone i Europe. W trakcie trasy, muzycy rozpoczęli proces komponowania nowych utworów, na następny pełny album, Louder Than Love (1989).

## Lista utworów
| Nr. |  | Tytuł                   | Tekst         | Muzyka                    | Długość |
| --- |  | ----------------------- | ------------- | ------------------------- | ------- |
| 1.  |  | "Flower"                | Chris Cornell | Kim Thayil                | 3:25    |
| 2.  |  | "All Your Lies"         | Chris Cornell | Kim Thayil, Hiro Yamamoto | 3:51    |
| 3.  |  | "665"                   | Chris Cornell | Hiro Yamamoto             | 1:37    |
| 4.  |  | "Beyond the Wheel"      | Chris Cornell | Chris Cornell             | 4:20    |
| 5.  |  | "667"                   | Chris Cornell | Hiro Yamamoto             | 0:56    |
| 6.  |  | "Mood for Trouble"      | Chris Cornell | Chris Cornell             | 4:21    |
| 7.  |  | "Circle of Power"       | Hiro Yamamoto | Kim Thayil                | 2:05    |
| 8.  |  | "He Didn't"             | Chris Cornell | Matt Cameron              | 2:47    |
| 9.  |  | "Smokestack Lightning"  | Howlin’ Wolf  | Howlin’ Wolf              | 5:06    |
| 10. |  | "Nazi Driver"           | Chris Cornell | Hiro Yamamoto             | 3:52    |
| 11. |  | "Head Injury"           | Chris Cornell | Chris Cornell             | 2:22    |
| 12. |  | "Incessant Mace"        | Chris Cornell | Kim Thayil                | 6:26    |
| 13. |  | "One Minute of Silence" | John Lennon   | John Lennon               | 0:59    |
|     |  |                         |               |                           |         |

## Twórcy

### Soundgarden
- Chris Cornell – wokal, gitara rytmiczna, gitara akustyczna w utworze "Mood for trouble"
- Kim Thayil – gitara elektryczna prowadząca
- Hiro Yamamoto – bas, wokal w utworze "Circle of power"
- Matt Cameron – perkusja

### Produkcja
- Drew Canulette – producent, inżynier
- Lance Limbocker – inżynier
- Kathryn Miller – art direction and design
- Soundgarden – produkcja, art direction and design